# المراجين الكأسية
المراجين الكأسية (باللاتينية: Dendrophylliidae) هي عائلة من المرجانيات الصلبة معظم أعضائها (ولكن ليس جميعهم) تلتقط الطعام باستخدام مجساتها بدلاً من الاعتماد على التمثيل الضوئي لإنتاجه. حسب السجل العالمي للأنواع البحرية تضم هذه العائلة الأجناس:
- شبه مرجان